# 大羅基塔山
48°25′14″N 24°41′58″E / 48.42056°N 24.69944°E

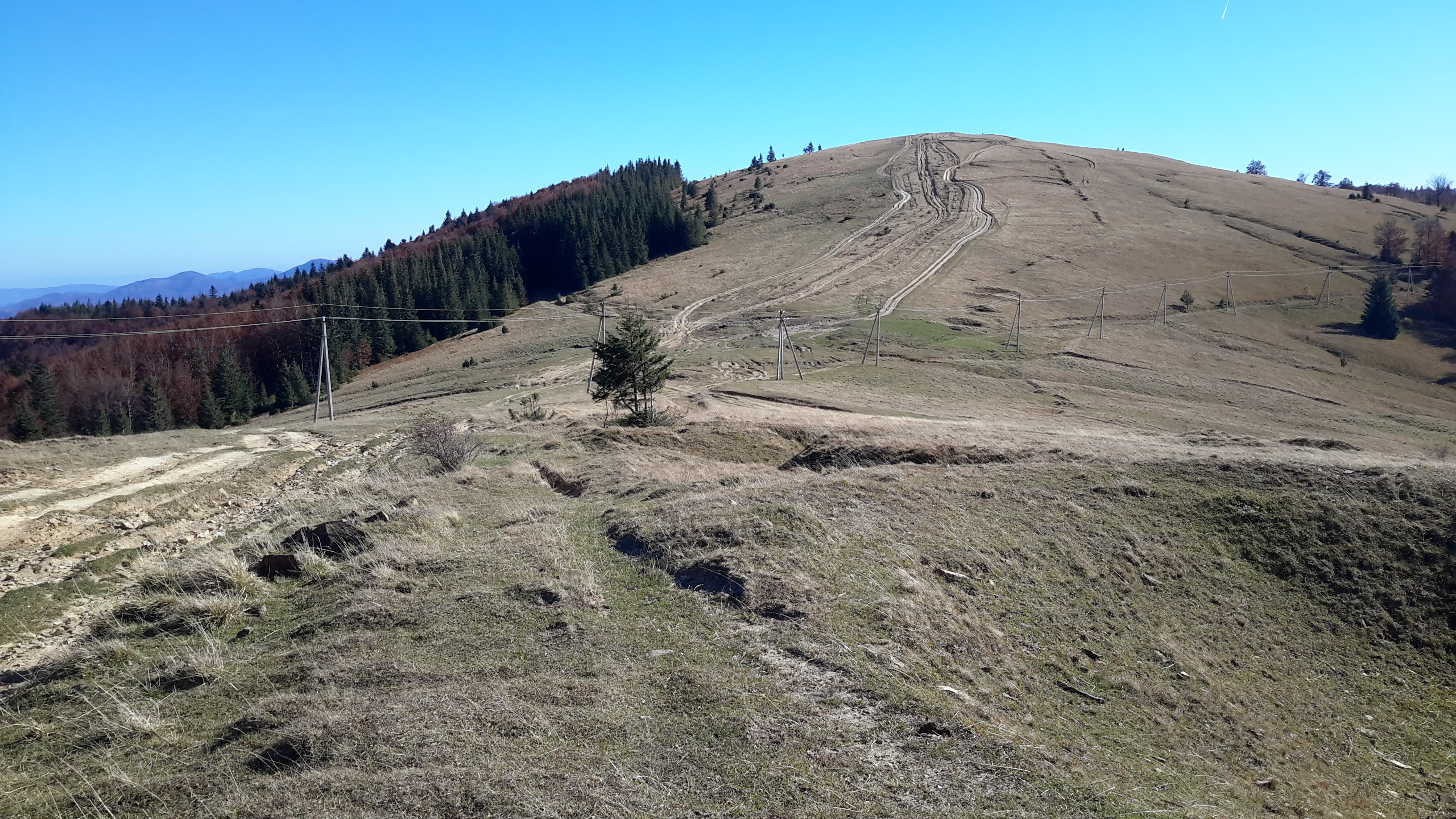

大羅基塔山是烏克蘭的山峰，位於該國西部，處於伊萬諾-弗蘭科夫斯克州，屬於烏克蘭喀爾巴阡山脈的一部分，海拔高度1,111米。